# Pie-grièche
Lanius
Pour les articles homonymes, voir Grièche.
Genre
Lanius est un genre de passereaux de la famille des Laniidae appelés pie-grièche ou corvinelles. Il est constitué de 32 espèces que l'on retrouve en Europe, en Asie et en Afrique

## Étymologie
Le terme pie-grièche pour désigner ces espèces est attesté dès 1553 dans l'ouvrage du savant Pierre Belon, publié à Paris, intitulé Les observations de plusieurs singularités et choses mémorables trouvées en Grèce. L'appellation provient de l'ancien français et regroupe :
- le substantif pie du latin pica, féminin de picus, désignant un type d'oiseaux ;
- l'adjectif grièche, féminin de griois ou grègeois, grec, indiquant l'origine hellénique ou crétoise.

Le français familier a conservé le qualificatif de pie-grièche à une femme d'humeur aigre et querelleuse. Les Grecs passaient depuis le Moyen Âge pour être obstinément avares et querelleurs, selon les préjugés communs en Europe occidentale.
Le nom du genre Lanius est dérivé du latin qui signifie le boucher ou l'écorcheur ou vendeur de viande placé devant son étalage à crochets, mais aussi sacrificateur ou bourreau. Ce nom fait une référence au comportement remarqué de ces espèces qui plantent leurs proies — par exemple des insectes, des petits reptiles, voire des petits campagnols ou passereaux — à une épine ou une branche pointue d'un arbuste. L'empalement permet à l'oiseau d'avoir un garde-manger où agonisent ses victimes prisonnières.

## Description générique
Ces passereaux de la famille des Laniidés ont une taille faible à moyenne, comprise entre 18 et 25 cm. La queue est assez longue. Le plumage diffère selon les espèces : il est essentiellement gris et/ou brun, avec des parties plus ou moins variées de blanc et de noir, quelquefois des taches roses ou roux vif. Les femelles et les juvéniles sont plus ternes que les mâles — insertion mieux assurée — et gardent souvent des rayures transversales. Le bec assez fort pour un passereau a des caractéristiques particulières : il apparaît comprimé latéralement et se prolonge à son extrémité par une indentation de la partie haute vers le bas.
Les pies-grièches ont un régime carnivore et insectivore adapté selon les espèces. Elles se nourrissent d'invertébrés, comme les lombrics, les araignées et insectes et d'autres petits animaux vertébrés, lézards, amphibiens, très petits mammifères, petits passereaux. La quasi-totalité des espèces constituent des lardoirs en empalant leurs proies sur les épines des buissons, sur des brindilles ou des objets fins et pointus y compris fabriqués par l'homme.
L'espèce la plus répandue en France est la pie-grièche écorcheur ou Lanius collurio. Elle est facilement repérable par son plumage blanc rosé et brun, et surtout sa tête grise et son bandeau noir sur l'œil. C'est une espèce migratrice, ainsi que la plus méridionale des pies-grièches en France, la Pie-grièche à tête rousse (Lanius senator).
La Pie-grièche grise (Lanius excubitor), qui compte parmi les espèces les plus grandes, n'est qu'une migratrice partielle. Les mâles vigoureux sont souvent sédentaires. À l'époque de la fauconnerie, elle était dressée à chasser les petits oiseaux.

## Liste des espèces
Selon la classification de référence du Congrès ornithologique international (14.2, 2024) :

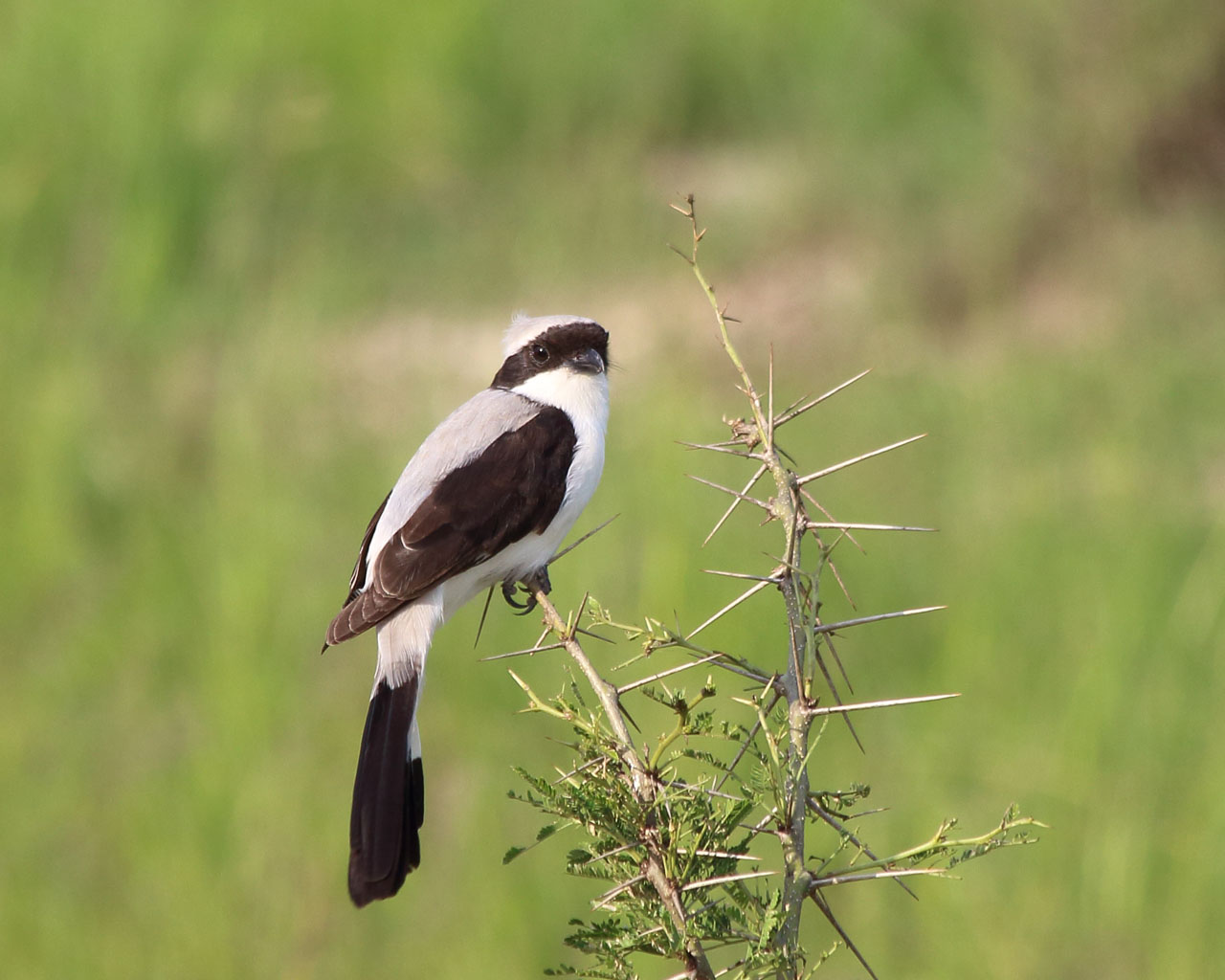
Pie-grièche à dos gris dans le Parc national Queen Elizabeth, Ouganda

- Lanius corvinus - Corvinelle à bec jaune
- Lanius melanoleucus - Corvinelle noir et blanc
- Lanius cabanisi - Pie-grièche à longue queue
- Lanius excubitoroides - Pie-grièche à dos gris
- Lanius dorsalis - Pie-grièche des Teita
- Lanius excubitor - Pie-grièche grise
- Lanius somalicus - Pie-grièche de Somalie
- Lanius ludovicianus - Pie-grièche migratrice
- Lanius giganteus - Pie-grièche géante
- Lanius sphenocercus - Pie-grièche de Cabanis
- Lanius meridionalis - Pie-grièche méridionale
- Lanius borealis - Pie-grièche boréale
- Lanius nubicus - Pie-grièche masquée
- Lanius newtoni - Pie-grièche de Sao Tomé
- Lanius humeralis - Pie-grièche à dos noir
- Lanius gubernator - Pie-grièche à dos roux
- Lanius mackinnoni - Pie-grièche de Mackinnon
- Lanius souzae - Pie-grièche de Souza
- Lanius collaris - Pie-grièche fiscale
- Lanius minor - Pie-grièche à poitrine rose
- Lanius senator - Pie-grièche à tête rousse
- Lanius collurioides - Pie-grièche à dos marron
- Lanius tigrinus - Pie-grièche tigrine
- Lanius vittatus - Pie-grièche à Bandeau
- Lanius isabellinus - Pie-grièche Isabelle
- Lanius collurio - Pie-grièche écorcheur
- Lanius phoenicuroides - Pie-grièche du Turkestan
- Lanius validirostris - Pie-grièche des Philippines
- Lanius cristatus - Pie-grièche brune
- Lanius bucephalus - Pie-grièche bucéphale
- Lanius schach - Pie-grièche schach
- Lanius tephronotus - Pie-grièche du Tibet

## Pies-grièches dans une culture agro-pastorale traditionnelle
Les pies-grièches sont des oiseaux caractéristiques des milieux relativement ouverts. La fermeture des paysages, à la suite d'une déprise agricole abandonnant prés, champs et prairies, réduit sévèrement leur population.
Le chanoine Jean Hingre, dans son lexique du patois vosgien de La Bresse en 1910, mentionne un surnom de l'oiseau, cheuve sain Maitï, soit chèvre saint Martin, à cause de son cri similaire, selon les anciens marcaires, à celui d'une chèvre. Notons que ce surnom était aussi donné par leurs conteurs à un oiseau fantastique de la nuit, emblème de la peur. Toutefois, dans la taxinomie montagnarde, le nom commun de l'oiseau est « enne haute mancayesse », soit une haute pie. Mancayesse, proche de l'ancien français ayesse, désigne ici la pie commune. L'adjectif haute peut faire référence à l'attitude animale (supposée plus hautaine ou altière) ou peut-être aussi sa présence sur les Hauts, puisque des espèces peuvent être présentes sur les hauteurs ouvertes des chaumes en été. En ce sens, l'appellation la distingue de la baisse Mancayesse, soit la fauvette grise, où l'adjectif peut être en rapport avec la basse attitude (comportement habituel) ou sa préférence de vie dans les vallées (basses ou besses).